# روضة قاوقجي
روضة قاوقجي (بالتركية: Ravza Kavakcı Kan)‏ (مواليد 30 مارس 1972 في إسطنبول)، سياسية تركية
تخرجت من كلية هندسة الحاسوب جامعة تكساس في أوستن. وقامت بتحضير الدراسات العليا في مجال الاقتصاد في جامعة بوغازجي. وحصلت على شهادة الدكتوراة من جامعة هاورد الواقعة في واشنطن في دراسة موضوع كيفية دخول تركيا وقبول عضويتها في الأتحاد الأوروبي. وأصبحت عضو في مجلس البرلمان التركي في دفعته الواحدة وعشرين في حزب الفضيلة. وهي أخت مروة قاوقجي.
حاليًا تعمل في جامعة أسكدار في مركز الأبحاث والتطبيقات في مجال ما بعد الاستعمارية كعضو في مجلس الإدارة.